# Tyszki-Wądołowo
Tyszki-Wądołowo – wieś w Polsce położona w województwie podlaskim, w powiecie kolneńskim, w gminie Kolno.
W latach 1975–1998 miejscowość administracyjnie należała do województwa łomżyńskiego.
Tyszki-Wądołowo są niewielką wsią, złożoną z kilkudziesięciu domów, zamieszkaną przez 84 osoby (2005 r.). Miejscowość jest położona po obu stronach drogi prowadzącej do Kolna, ok. 4 km na północny wschód od tego miasta.
We wsi znajduje się przystanek PKS.
Okolicę osady stanowią głównie pola uprawne oraz niewielkie kompleksy leśne.
Wierni kościoła rzymskokatolickiego należą do parafii Zwiastowania Najświętszej Maryi Panny w Lachowie.

## Historia
Najstarsza pisemna wzmianka o miejscowości pochodzi z datowanego na początek XV wieku dokumentu księcia mazowieckiego Janusza I, jednak wieś jest na pewno starsza, gdyż w dokumencie tym istniejąca już osada nazwie Wądołowo została nadana przez władcę rycerzowi z zachodniego Mazowsza nazwiskiem Tyszka. Od tego czasu miejscowość nosiła obecną nazwę i była wsią zamieszkana przez drobną szlachtę mazowiecką - potomków założyciela. 
Dwuczłonowa nazwa miejscowości, z zachowaniem członu dawnej nazwy, ma odróżniać osadę od położonej ok. 3 km na południe innej miejscowości, także nadanej rodowi Tyszków i także noszącej podwójną nazwę - Tyszki-Łabno.